# БРЭМ-2
БРЭМ-2 — советская бронированная ремонтно-эвакуационная машина, созданная на базе БМП-1.
БРЭМ-2 сконструирована в Конструкторско-технологическом центре МО СССР в Киеве. На вооружении с 1985 г. Выпускалась на базе требовавших капитального ремонта БМП-1.
Машина предназначена для эвакуации аварийных боевых машин пехоты.

## Описание конструкции

### Специальное оборудование
- Механическая тяговая лебёдка. Тяговое усилие — 6500 кгс (19500 с полиспастом), длина троса — 150 м.
- Поворотный грузовой стреловой кран. Грузоподъемность крановой установки — 1,5 т, угол поворота крана — 270°, грузоподъемность грузовой платформы — 1,5 т.
- Сошники для закрепления машины на местности.
- Буксирное устройство.
- Электросварочная аппаратура. Штатный генератор — ВГ-7500.
- Комплект приспособлений и специальных ключей для ремонта.

## Операторы
- СССР
- Беларусь
- Россия
- Индонезия — 3 единицы БРЭМ-2, по состоянию на 2012 год[2]. Поставлены из Украины в 1997 году[3]
- Украина — некоторое количество БРЭМ-2, по состоянию на 2012 год[4]